# Premios Marca Fútbol
Los Premios Marca del Fútbol Español son los premios oficiales que entrega el diario Marca en colaboración con LaLiga en España. 
Los premios se otorgan a los mejores jugadores y entrenadores.

## Premios
Premio Pichichi 
Premio Zarra
Premio Zamora
Premio Di Stefano

## 2007-10

### Temporada 2007-08
| Temporada 2007-08               | Temporada 2007-08 | Temporada 2007-08 | Temporada 2007-08     | Temporada 2007-08 |
| Categoría                       | Liga BBVA         | Liga BBVA         | Liga Adelante         | Liga Adelante     |
| Categoría                       | Jugador           | Equipo            | Jugador               | Equipo            |
| ------------------------------- | ----------------- | ----------------- | --------------------- | ----------------- |
| Trofeo Alfredo Di Stéfano (MVP) | Raúl              | Real Madrid       |                       |                   |
| Trofeo Pichichi                 | Dani Guiza        | RCD Mallorca      | Yordi                 | CD Xerez          |
| Trofeo Miguel Muñoz             | Manuel Pellegrini | Villarreal CF     | Manuel Preciado       | Sporting de Gijón |
| Trofeo Zamora                   | Iker Casillas     | Real Madrid       | Carlos Sánchez García | CD Castellón      |
| Trofeo Zarra                    | Dani Guiza        | RCD Mallorca      | Yordi                 | CD Xerez          |
| Trofeo Guruceta                 | Megía Dávila      | Megía Dávila      | Megía Dávila          | Megía Dávila      |
| Primera entrega de premios.     |                   |                   |                       |                   |

### Temporada 2008-09
| Temporada 2008-09               | Temporada 2008-09 | Temporada 2008-09  | Temporada 2008-09       | Temporada 2008-09 |
| Categoría                       | Liga BBVA         | Liga BBVA          | Liga Adelante           | Liga Adelante     |
| Categoría                       | Jugador           | Equipo             | Jugador                 | Equipo            |
| ------------------------------- | ----------------- | ------------------ | ----------------------- | ----------------- |
| Trofeo Alfredo Di Stéfano (MVP) | Lionel Messi      | FC Barcelona       |                         |                   |
| Trofeo Pichichi                 | Diego Forlán      | Atlético de Madrid | Juan Francisco Martínez | CD Tenerife       |
| Trofeo Miguel Muñoz             | Pep Guardiola     | FC Barcelona       | Marcelino García Toral  | Real Zaragoza     |
| Trofeo Zamora                   | Víctor Valdés     | FC Barcelona       | Claudio Bravo           | Real Sociedad     |
| Trofeo Zarra                    | David Villa       | Valencia CF        | Juan Francisco Martínez | CD Tenerife       |
| Trofeo Guruceta                 | Megía Dávila      | Megía Dávila       | Megía Dávila            | Megía Dávila      |

### Temporada 2009-10
| Temporada 2009-10               | Temporada 2009-10        | Temporada 2009-10        |
| Categoría                       | Liga BBVA                | Liga BBVA                |
| Categoría                       | Jugador                  | Equipo                   |
| ------------------------------- | ------------------------ | ------------------------ |
| Trofeo Alfredo Di Stéfano (MVP) | Lionel Messi             | FC Barcelona             |
| Trofeo Pichichi                 | Lionel Messi             | FC Barcelona             |
| Trofeo Miguel Muñoz             | Pep Guardiola            | FC Barcelona             |
| Trofeo Zamora                   | Víctor Valdés            | FC Barcelona             |
| Trofeo Zarra                    | David Villa              | Valencia CF              |
| Trofeo Guruceta                 | Alberto Undiano Mallenco | Alberto Undiano Mallenco |

## 2010s

### Temporada 2010-11
| Temporada 2010-11               | Temporada 2010-11   | Temporada 2010-11   | Temporada 2010-11   | Temporada 2010-11   |
| Categoría                       | Liga BBVA           | Liga BBVA           | Liga Adelante       | Liga Adelante       |
| Categoría                       | Jugador             | Equipo              | Jugador             | Equipo              |
| ------------------------------- | ------------------- | ------------------- | ------------------- | ------------------- |
| Trofeo Alfredo Di Stéfano (MVP) | Lionel Messi        | FC Barcelona        |                     |                     |
| Trofeo Pichichi                 | Cristiano Ronaldo   | Real Madrid         | Jonathan Soriano    | FC Barcelona B      |
| Trofeo Miguel Muñoz             | José Mourinho       | Real Madrid         | José Ramón Sandoval | Rayo Vallecano      |
| Trofeo Zamora                   | Víctor Valdés       | FC Barcelona        | Andrés Fernández    | SD Huesca           |
| Trofeo Zarra                    | Álvaro Negredo      | Sevilla FC          | Jonathan Soriano    | FC Barcelona B      |
| Trofeo Guruceta                 | Antonio Mateu Lahoz | Antonio Mateu Lahoz | Antonio Mateu Lahoz | Antonio Mateu Lahoz |
| Trofeo Puerta Jarque            | Sevilla FC          | Sevilla FC          | Sevilla FC          | Sevilla FC          |

### Temporada 2011-12
| temporada 2011-12                                | temporada 2011-12  | temporada 2011-12  | temporada 2011-12    | temporada 2011-12  |
| Categoría                                        | Liga BBVA          | Liga BBVA          | Liga Adelante        | Liga Adelante      |
| Categoría                                        | Jugador            | Equipo             | Jugador              | Equipo             |
| ------------------------------------------------ | ------------------ | ------------------ | -------------------- | ------------------ |
| Trofeo Alfredo Di Stéfano (MVP)                  | Cristiano Ronaldo  | Real Madrid        |                      |                    |
| Trofeo Pichichi                                  | Lionel Messi       | FC Barcelona       | Leonardo Ulloa       | UD Almería         |
| Trofeo Miguel Muñoz                              | José Mourinho      | Real Madrid        | Juan Antonio Anquela | AD Alcorcón        |
| Trofeo Miguel Muñoz del 75 Aniversario de Marca. | Vicente del Bosque | Vicente del Bosque | Vicente del Bosque   | Vicente del Bosque |
| Trofeo Zamora                                    | Víctor Valdés      | FC Barcelona       | Jaime Jiménez        | Real Valladolid    |
| Trofeo Zarra                                     | Roberto Soldado    | Valencia CF        | Iago Aspas           | Celta Vigo         |
| Trofeo Zarra                                     | Fernando Llorente  | Atheltic Club      | Iago Aspas           | Celta Vigo         |
| Trofeo Guruceta                                  | Delgado Ferreiro   | Delgado Ferreiro   | Delgado Ferreiro     | Delgado Ferreiro   |
| Premio especial                                  | Diego Simeone      | Diego Simeone      | Diego Simeone        | Diego Simeone      |
| Trofeo Puerta Jarque                             | CF Reus Deportivo  | CF Reus Deportivo  | CF Reus Deportivo    | CF Reus Deportivo  |

### Temporada 2012-13
| Temporada 2012-13               | Temporada 2012-13       | Temporada 2012-13       | Temporada 2012-13       | Temporada 2012-13       |
| Categoría                       | Liga BBVA               | Liga BBVA               | Liga Adelante           | Liga Adelante           |
| Categoría                       | Jugador                 | Equipo                  | Jugador                 | Equipo                  |
| ------------------------------- | ----------------------- | ----------------------- | ----------------------- | ----------------------- |
| Trofeo Alfredo Di Stéfano (MVP) | Cristiano Ronaldo       | Real Madrid             |                         |                         |
| Trofeo Pichichi                 | Lionel Messi            | FC Barcelona            | Charles                 | UD Almería              |
| Trofeo Miguel Muñoz             | Tito Vilanova           | FC Barcelona            | Manu Herrera            | Elche FC                |
| Trofeo Zamora                   | Thibaut Courtois        | Atlético de Madrid      | Fran Escriba            | Elche FC                |
| Trofeo Zarra                    | Álvaro Negredo          | Sevilla FC              | Jesé Rodríguez          | Real Madrid Castilla    |
| Trofeo Guruceta                 | Carlos Velasco Carballo | Carlos Velasco Carballo | Carlos Velasco Carballo | Carlos Velasco Carballo |

### Temporada 2013-14
| Temporada 2013-14               | Temporada 2013-14                     | Temporada 2013-14                     | Temporada 2013-14                     | Temporada 2013-14                     |
| Categoría                       | Liga BBVA                             | Liga BBVA                             | Liga Adelante                         | Liga Adelante                         |
| Categoría                       | Jugador                               | Equipo                                | Jugador                               | Equipo                                |
| ------------------------------- | ------------------------------------- | ------------------------------------- | ------------------------------------- | ------------------------------------- |
| Trofeo Alfredo Di Stéfano (MVP) | Cristiano Ronaldo                     | Real Madrid                           |                                       |                                       |
| Trofeo Pichichi                 | Cristiano Ronaldo                     | Real Madrid                           | Borja Viguera                         | Deportivo Alavés                      |
| Trofeo Miguel Muñoz             | Diego Simeone                         | Atlético de Madrid                    | Gaizka Garitano                       | SD Eibar                              |
| Trofeo Zamora                   | Thibaut Courtois                      | Atlético de Madrid                    | Xabi Irureta                          | SD Eibar                              |
| Trofeo Zarra                    | Diego Costa                           | Atlético de Madrid                    | Borja Viguera                         | Deportivo Alavés                      |
| Trofeo Guruceta                 | Antonio Mateu Lahoz                   | Antonio Mateu Lahoz                   | Antonio Mateu Lahoz                   | Antonio Mateu Lahoz                   |
| Premio Luis Aragonés            | Selección española de fútbol femenino | Selección española de fútbol femenino | Selección española de fútbol femenino | Selección española de fútbol femenino |

### Temporada 2014-15
| Temporada 2014-15               | Temporada 2014-15                        | Temporada 2014-15                        | Temporada 2014-15                        | Temporada 2014-15                        |
| Categoría                       | Liga BBVA                                | Liga BBVA                                | Liga Adelante                            | Liga Adelante                            |
| Categoría                       | Jugador                                  | Equipo                                   | Jugador                                  | Equipo                                   |
| ------------------------------- | ---------------------------------------- | ---------------------------------------- | ---------------------------------------- | ---------------------------------------- |
| Trofeo Alfredo Di Stéfano (MVP) | Lionel Messi                             | FC Barcelona                             |                                          |                                          |
| Mejor jugador de la afición     | Cristiano Ronaldo                        | Real Madrid                              |                                          |                                          |
| Trofeo Pichichi                 | Cristiano Ronaldo                        | Real Madrid                              | Rubén Castro                             | Real Betis                               |
| Trofeo Miguel Muñoz             | Carlo Ancelotti                          | Real Madrid                              | Abelardo                                 | Sporting de Gijón                        |
| Trofeo Zamora                   | Claudio Bravo                            | FC Barcelona                             | Iván Cuéllar                             | Sporting de Gijón                        |
| Trofeo Zarra                    | Aritz Aduriz                             | Athletic Club                            | Rubén Castro                             | Real Betis                               |
| Selección MVP                   | Sergio Ramos                             | Real Madrid                              | Real Madrid                              | Real Madrid                              |
| Trofeo Guruceta                 | Hernández Hernández                      | Hernández Hernández                      | Hernández Hernández                      | Hernández Hernández                      |
| Trofeo Puerta Jarque            | Atlético de Madrid / Deportivo La Coruña | Atlético de Madrid / Deportivo La Coruña | Atlético de Madrid / Deportivo La Coruña | Atlético de Madrid / Deportivo La Coruña |

### Temporada 2015-16
| Temporada 2015-16               | Temporada 2015-16       | Temporada 2015-16       | Temporada 2015-16       | Temporada 2015-16       |
| Categoría                       | Liga Santander          | Liga Santander          | Liga Adelante           | Liga Adelante           |
| Categoría                       | Jugador                 | Equipo                  | Jugador                 | Equipo                  |
| ------------------------------- | ----------------------- | ----------------------- | ----------------------- | ----------------------- |
| Trofeo Alfredo Di Stéfano (MVP) | Cristiano Ronaldo       | Real Madrid             |                         |                         |
| Trofeo Pichichi                 | Luis Suárez             | FC Barcelona            | Sergio León             | Elche FC                |
| Trofeo Miguel Muñoz             | Diego Simeone           | Atlético de Madrid      | Asier Garitano          | CD Leganés              |
| Trofeo Zamora                   | Jan Oblak               | Atlético de Madrid      | Isaac Becerra           | Real Valladolid         |
| Trofeo Zarra                    | Aritz Aduriz            | Athletic Club           | Sergio León             | Elche FC                |
| Selección MVP                   | Álvaro Morata           | Real Madrid             | Real Madrid             | Real Madrid             |
| Trofeo Guruceta                 | Carlos Velasco Carballo | Carlos Velasco Carballo | Carlos Velasco Carballo | Carlos Velasco Carballo |
| Trofeo Puerta Jarque            | Javier Tebas            | Javier Tebas            | Javier Tebas            | Javier Tebas            |

### Temporada 2016-17
| temporada 2016-17               | temporada 2016-17                              | temporada 2016-17                              | temporada 2016-17                              | temporada 2016-17                              |
| Categoría                       | Liga Santander                                 | Liga Santander                                 | La Liga 123                                    | La Liga 123                                    |
| Categoría                       | Jugador                                        | Equipo                                         | Jugador                                        | Equipo                                         |
| ------------------------------- | ---------------------------------------------- | ---------------------------------------------- | ---------------------------------------------- | ---------------------------------------------- |
| Trofeo Alfredo Di Stéfano (MVP) | Lionel Messi                                   | FC Barcelona                                   |                                                |                                                |
| Trofeo Pichichi                 | Lionel Messi                                   | FC Barcelona                                   | Joselu                                         | CD Lugo                                        |
| Trofeo Miguel Muñoz             | Asier Garitano                                 | CD Leganés                                     | Juan Ramón López Muñiz                         | Levante UD                                     |
| Trofeo Miguel Muñoz             | José Luis Mendilíbar                           | SD Eibar                                       | Juan Ramón López Muñiz                         | Levante UD                                     |
| Trofeo Zamora                   | Jan Oblak                                      | Atlético de Madrid                             | Raúl Fernández-Cavada                          | Levante UD                                     |
| Trofeo Zarra                    | Iago Aspas                                     | Celta Vigo                                     | Joselu                                         | CD Lugo                                        |
| Selección MVP                   | Andrés Iniesta                                 | FC Barcelona                                   | FC Barcelona                                   | FC Barcelona                                   |
| Trofeo Guruceta                 | Martínez Munuera / Cordero Vega (2.ª División) | Martínez Munuera / Cordero Vega (2.ª División) | Martínez Munuera / Cordero Vega (2.ª División) | Martínez Munuera / Cordero Vega (2.ª División) |
| MVP Liga Fantasy MARCA          | Víctor Arroyo                                  | Víctor Arroyo                                  | Víctor Arroyo                                  | Víctor Arroyo                                  |

### Temporada 2017-18
| Temporada 2017-18               | Temporada 2017-18       | Temporada 2017-18       | Temporada 2017-18       | Temporada 2017-18       |
| Categoría                       | Liga Santander          | Liga Santander          | La Liga 123             | La Liga 123             |
| Categoría                       | Jugador                 | Equipo                  | Jugador                 | Equipo                  |
| ------------------------------- | ----------------------- | ----------------------- | ----------------------- | ----------------------- |
| Trofeo Alfredo Di Stéfano (MVP) | Lionel Messi            | FC Barcelona            |                         |                         |
| Trofeo Pichichi                 | Lionel Messi            | FC Barcelona            | Jaime Mata              | Real Valladolid         |
| Trofeo Miguel Muñoz             | Marcelino García Toral  | Valencia CF             | Rubí                    | SD Huesca               |
| Trofeo Zamora                   | Jan Oblak               | Atlético de Madrid      | Alberto Cifuentes       | Cádiz CF                |
| Trofeo Zarra                    | Iago Aspas              | Celta Vigo              | Jaime Mata              | Real Valladolid         |
| Trofeo Guruceta                 | Carlos del Cerro Grande | Carlos del Cerro Grande | Carlos del Cerro Grande | Carlos del Cerro Grande |
| Premio Gol de Oro               | Chema                   | Levante UD              |                         |                         |
| Trofeo Puerta Jarque            | Barcelona Espanyol      | Barcelona Espanyol      | Barcelona Espanyol      | Barcelona Espanyol      |

### Temporada 2018-19
| Temporada 2018-19               | Temporada 2018-19       | Temporada 2018-19       | Temporada 2018-19       | Temporada 2018-19       |
| Categoría                       | Liga Santander          | Liga Santander          | La Liga 123             | La Liga 123             |
| Categoría                       | Jugador                 | Equipo                  | Jugador                 | Equipo                  |
| ------------------------------- | ----------------------- | ----------------------- | ----------------------- | ----------------------- |
| Trofeo Alfredo Di Stéfano (MVP) | Lionel Messi            | FC Barcelona            |                         |                         |
| Trofeo Pichichi                 | Lionel Messi            | FC Barcelona            | Álvaro Giménez          | UD Almería              |
| Trofeo Miguel Muñoz             | José Bordalás           | Getafe CF               | Diego Martínez Peñas    | Granada CF              |
| Trofeo Zamora                   | Jan Oblak               | Atlético de Madrid      | Rui Silva               | Granada CF              |
| Trofeo Zarra                    | Iago Aspas              | Celta Vigo              | Álvaro Giménez          | UD Almería              |
| Selección MVP                   | Sergio Ramos            | Real Madrid             | Real Madrid             | Real Madrid             |
| Trofeo Guruceta                 | Carlos del Cerro Grande | Carlos del Cerro Grande | Carlos del Cerro Grande | Carlos del Cerro Grande |
| Premio Gol de Oro               | Iñaki Williams          | Athletic Club           |                         |                         |
| Trofeo Puerta Jarque            | Málaga CF               | Málaga CF               | Málaga CF               | Málaga CF               |

### Temporada 2019-20
| Temporada 2019-20               | Temporada 2019-20 | Temporada 2019-20 | Temporada 2019-20     | Temporada 2019-20 |
| Categoría                       | Liga Santander    | Liga Santander    | LaLiga SmartBank      | LaLiga SmartBank  |
| Categoría                       | Jugador           | Equipo            | Jugador               | Equipo            |
| ------------------------------- | ----------------- | ----------------- | --------------------- | ----------------- |
| Trofeo Alfredo Di Stéfano (MVP) | Karim Benzema     | Real Madrid       |                       |                   |
| Mejor jugador de la afición     | Karim Benzema     | Real Madrid       |                       |                   |
| Trofeo Pichichi                 | Lionel Messi      | FC Barcelona      | Cristhian Stuani      | Girona FC         |
| Trofeo Miguel Muñoz             | Zinedine Zidane   | Real Madrid       | Míchel Sánchez        | SD Huesca         |
| Trofeo Miguel Muñoz             | Julen Lopetegui   | Sevilla FC        | Míchel Sánchez        | SD Huesca         |
| Trofeo Zamora                   | Thibaut Courtois  | Real Madrid       | Munir Mohand Mohamedi | Málaga CF         |
| Trofeo Zarra                    | Gerard Moreno     | Villarreal CF     | Stoichkov             | AD Alcorcón       |
| Selección MVP                   | Santi Cazorla     | Villarreal CF     | Villarreal CF         | Villarreal CF     |
| Trofeo Guruceta                 | Pizarro Gómez     | Pizarro Gómez     | Pizarro Gómez         | Pizarro Gómez     |
| Trofeo Puerta Jarque            | Michael Robinson  | Michael Robinson  | Michael Robinson      | Michael Robinson  |

## 2020s

### Temporada 2020-21
| Temporada 2020-21               | Temporada 2020-21 | Temporada 2020-21  | Temporada 2020-21 | Temporada 2020-21  |
| Categoría                       | La Liga           | La Liga            | LaLiga SmartBank  | LaLiga SmartBank   |
| Categoría                       | Jugador           | Equipo             | Jugador           | Equipo             |
| ------------------------------- | ----------------- | ------------------ | ----------------- | ------------------ |
| Trofeo Alfredo Di Stéfano (MVP) | Luis Suárez       | Atlético de Madrid |                   |                    |
| Mejor jugador de la afición     | Lionel Messi      | FC Barcelona       |                   |                    |
| Trofeo Pichichi                 | Lionel Messi      | FC Barcelona       | Raúl de Tomás     | Barcelona Espanyol |
| Trofeo Miguel Muñoz             | Diego Simeone     | Atlético de Madrid | Luis García Plaza | RCD Mallorca       |
| Trofeo Zamora                   | Jan Oblak         | Atlético de Madrid | Diego López       | Barcelona Espanyol |
| Trofeo Zarra                    | Gerard Moreno     | Villarreal CF      | Raúl de Tomás     | Barcelona Espanyol |
| Selección MVP                   | Ferran Torres     | Manchester City    | Manchester City   | Manchester City    |
| Trofeo Guruceta                 | Alberola Rojas    | Alberola Rojas     | Alberola Rojas    | Alberola Rojas     |
| Trofeo Puerta Jarque            | Luis Jorge Prieto | Luis Jorge Prieto  | Luis Jorge Prieto | Luis Jorge Prieto  |